# 格罗玛·挑战者号

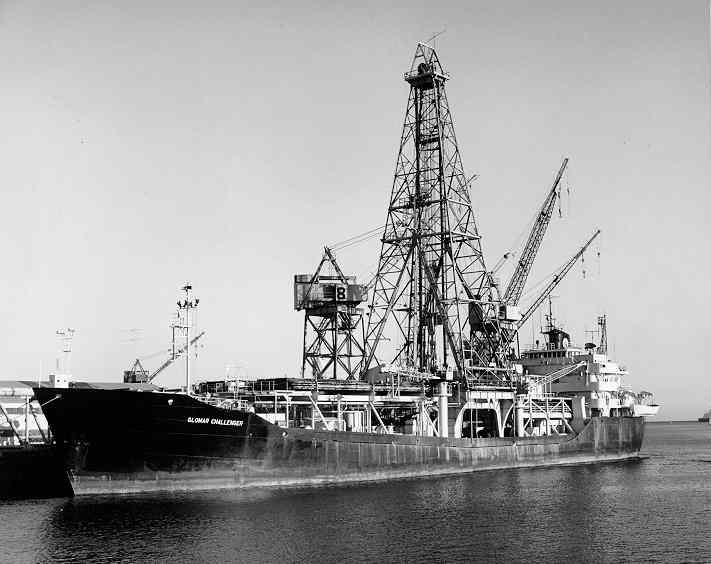
格罗玛·挑战者号

格罗玛·挑战者号（Glomar Challenger）是美国的一艘用于科学研究的深海钻探船，是环球海洋钻探公司（Global Marine Inc）专门为深海钻探计划设计建造的一艘性能先进的钻探船。船名“格罗玛”（Glomar）取自环球海洋的英文 Global Marine 的三个首字母，“挑战者”是为了向19世纪英国著名的科学考察船“挑战者号”（HMS Challenger ）致敬！“格罗玛·挑战者号”于1968年3月23日下水，钻探船长121米，宽19米，深8米，中部竖立有43.3米高的钻塔，塔顶高出海面61米。该船排水量10500吨，设计最大工作水深6096米，设计最大钻探深度7615米。格罗玛·挑战者号装备了先进的动力定位系统，能够不用抛锚就能使船只保持在钻孔附近。在1970年12月25日在加勒比海委内瑞拉海盆水深3662米的海上格罗玛·挑战者号首次使用了重返钻孔装置，使得在同一钻探点多次更换钻头重新钻进成为可能，极大提高了深海钻探的钻进能力。在1968年至1983年的15年里，“格罗玛·挑战者号”完成了96个钻探航次，总里程超过60×10⁴公里，在624个钻位上钻探了1092个深海钻孔，采集深海岩心总长超过97公里，采集范围覆盖了除北冰洋之外的全球各大洋。1983年11月，“格罗玛·挑战者号”退役並被拆解。喬迪斯·決心號做為後續的深海鑽探船。